# مانويل دا كوستا أندرادي
مانويل دا كوستا أندرادي هو أكاديمي وسياسي برتغالي، ولد في 8 أكتوبر 1944. نشط حزبياً في الحزب الديمقراطي الاجتماعي. في 1976 Portuguese legislative election ‏، انتخب عضو مجلس الجمهورية ‏ عن دائرة بَرغَنْسَة ‏ وقد انضم خلال فترته النيابية ‏ للكتلة البرلمانية الحزب الديمقراطي الاجتماعي وفي 1975 Portuguese Constituent Assembly election ‏، انتخب نائب في الجمعية التأسيسية ‏ عن دائرة بَرغَنْسَة ‏ وقد انضم خلال فترته النيابية للكتلة البرلمانية الحزب الديمقراطي الاجتماعي.